# Ashly Burch
Ashly Burch (19 de junho de 1990) é uma atriz, dubladora, cantora e escritora estadunidense.[carece de fontes?]
Ela foi roteirista da série do Cartoon Network Adventure Time e seu trabalho em Life Is Strange e Horizon Zero Dawn lhe renderam o prêmio Golden Joystick Awards de 2015 e 2017 por Melhor Performance. Ela foi a anfitriã da série Unplugged do canal Geek & Sundry.

## Início de vida
Burch cresceu em Phoenix, Arizona e tem um irmão mais velho chamado Anthony. Ela e seu irmão são de ascendência mista, com o pai sendo branco e a mãe sendo imigrante de etnia tailandesa/leste-indiana. Burch credita sua carreira como dubladora a sua experiência jogando Metal Gear Solid aos 12 anos. Ao ver o nome do ator David Hayter ao lado dos personagens principais, ela pesquisou o nome dele e percebeu que havia pessoas reais que dublavam os personagens e percebeu que era isso que ela queria fazer como carreira. Burch se formou na Occidental College em Los Angeles em 2012.

## Carreira
Depois de iniciar Hey Ash, Whatcha Playin'?, Burch conseguiu seu primeiro papel de dubladora quando seu irmão, Anthony Burch, foi contratado como roteirista de Borderlands 2, e ele sugeriu que ela tentasse o papel de Tiny Tina. Para Life Is Strange, Burch fez um teste para Chloe, junto com Max, Victoria e Kate, antes de finalmente conseguir o papel de Chloe.

## Vida pessoal
Burch namorou David Fetzer, co-estrela de Must Come Down, até a morte dele por overdose acidental em 2012. Ela discutiu este evento, bem como os seus próprios problemas de saúde mental durante a sua aparição no podcast Mental Illness Happy Hour de Paul Gilmartin. Burch sofre de ansiedade crônica, e ela credita seu amor por videogames a jogar Harvest Moon quando criança, já que era a única coisa capaz de acalmá-la. Ela falou várias vezes sobre sua ansiedade e o impacto positivo que os videogames tiveram sobre ela.

## Filmografia

### Videogames
| Ano  | Título                                             | Papel                                               | Notas                                                  | Fonte         |
| ---- | -------------------------------------------------- | --------------------------------------------------- | ------------------------------------------------------ | ------------- |
| 2012 | Awesomenauts                                       | Ayla                                                |                                                        | [ 15 ]        |
| 2012 | Borderlands 2                                      | Tiny Tina, The Bane                                 |                                                        | [ 16 ]        |
| 2013 | Aliens: Colonial Marines                           | Lisa Reid                                           |                                                        | [ 17 ]        |
| 2013 | TowerFall                                          | Last of the Order                                   |                                                        | [ 18 ]        |
| 2013 | Saints Row IV                                      | "ela mesma" (Ashly Burch)                           | Hey Ash, Whatcha Playin'? DLC                          | [ 19 ]        |
| 2014 | Persona Q: Shadow of the Labyrinth                 | Rei                                                 |                                                        | [ 20 ]        |
| 2014 | Team Fortress 2                                    | Miss Pauling                                        |                                                        | [ 21 ]        |
| 2014 | Project Spark                                      | Avalon                                              | Creditada como Ashley Burch                            | [ 22 ]        |
| 2014 | Borderlands: The Pre-Sequel                        | Tiny Tina, Schmidt                                  |                                                        | [ 23 ]        |
| 2015 | Saints Row: Gat Out of Hell                        | Demons, Husks, Kiki DeWynter                        |                                                        | [ 22 ]        |
| 2015 | Gravity Ghost                                      | Iona, Pepper, Sorrel                                |                                                        | [ 24 ]        |
| 2015 | Life Is Strange                                    | Chloe Price, Stella Hill, Taylor Christensen, Sarah | Nomeada para o – Game Award 2015 de Melhor Performance | [ 25 ]        |
| 2015 | There Came an Echo                                 | Val                                                 |                                                        | [ 26 ]        |
| 2015 | Mortal Kombat X                                    | Cassie Cage                                         |                                                        | [ 27 ]        |
| 2015 | The Magic Circle                                   | Coda Soliz                                          |                                                        | [ 28 ]        |
| 2015 | Persona 4: Dancing All Night                       | Rise Kujikawa                                       | Substituindo Laura Bailey                              | [ 29 ]        |
| 2015 | Fallout 4                                          | Tina De Luca, Rowdy, Cricket                        |                                                        | [ 30 ]        |
| 2016 | Rise of the Tomb Raider                            | Nadia                                               |                                                        | [ 31 ]        |
| 2016 | Lego Marvel's Avengers                             | Kamala Khan / Ms. Marvel, Cloud 9                   |                                                        | [ 22 ] [ 32 ] |
| 2016 | Battleborn                                         | Orendi                                              |                                                        | [ 22 ]        |
| 2016 | Teenage Mutant Ninja Turtles: Mutants in Manhattan | April O'Neil                                        |                                                        | [ 22 ]        |
| 2016 | Minecraft: Story Mode                              | Cassie Rose                                         | Ep. "A Portal to Mystery"                              | [ 33 ]        |
| 2016 | Star Ocean: Integrity and Faithlessness            | Hana                                                |                                                        | [ 22 ]        |
| 2016 | The Legend of Heroes: Trails of Cold Steel II      | Millium Orion                                       |                                                        | [ 22 ]        |
| 2016 | World of Final Fantasy                             | Quacho Queen                                        |                                                        | [ 22 ]        |
| 2017 | Horizon Zero Dawn                                  | Aloy, Elizabet Sobeck                               | Nomeada para – Game Award 2017 de Melhor Performance   | [ 34 ]        |
| 2017 | Guardians of the Galaxy: The Telltale Series       | Nebula                                              |                                                        | [ 35 ]        |
| 2017 | Pit People                                         | Sofia, Hailey, Vampiress, Spidaur                   |                                                        | [ 36 ] [ 37 ] |
| 2017 | Fortnite                                           | Ray, Desiree                                        |                                                        | [ 38 ]        |
| 2017 | Marvel vs. Capcom: Infinite                        | Chun-Li                                             | Substituindo Laura Bailey                              | [ 22 ] [ 39 ] |
| 2017 | Dota 2                                             | Dark Willow                                         |                                                        | [ 40 ]        |
| 2017 | Life Is Strange: Before the Storm                  | Chloe Price                                         | Ep. "Farewell"                                         | [ 41 ]        |
| 2018 | Final Fantasy XV                                   | Sarah                                               |                                                        | [ 42 ]        |
| 2019 | Afterparty                                         | Sam Hill                                            |                                                        | [ 43 ]        |
| 2019 | Borderlands 3                                      | Tiny Tina                                           |                                                        | [ 44 ]        |
| 2019 | The Blackout Club                                  | Isabela Madi-Shaw ("Bells"), Prank Call Voice       |                                                        | [ 45 ]        |
| 2019 | The Outer Worlds                                   | Parvati Holcomb                                     |                                                        | [ 46 ]        |
| 2020 | The Last of Us Part. II                            | Mel                                                 |                                                        |               |
| 2021 | DeMagnete VR                                       | Q                                                   |                                                        | [ 47 ]        |
| 2022 | Horizon Forbidden West                             | Aloy                                                |                                                        | [ 48 ]        |

### Anime
| Ano           | Título                       | Papel         | Notas                                                       | Fonte         |
| ------------- | ---------------------------- | ------------- | ----------------------------------------------------------- | ------------- |
| 2012          | Steins;Gate                  | Mayuri Shiina | Também no filme baseado no anime Creditada como Jackie Ross | [ 49 ]        |
| 2014–presente | Attack on Titan              | Sasha Braus   |                                                             | [ 50 ] [ 51 ] |
| 2015          | Attack on Titan: Junior High | Sasha Braus   |                                                             | [ 52 ]        |
| 2018          | Steins;Gate 0                | Mayuri Shiina | Creditada como Jackie Ross                                  | [ 53 ]        |

### Animação
| Ano           | Título                    | Papel                                            | Notas                       | Fonte  |
| ------------- | ------------------------- | ------------------------------------------------ | --------------------------- | ------ |
| 2013–16       | Bee and PuppyCat          | Cass                                             |                             | [ 54 ] |
| 2014          | Expiration Date           | Miss Pauling e Chicken Fried Tramp               | Animação de Team Fortress 2 |        |
| 2014–18       | Adventure Time            | Breezy, Scorp, Cheryl, Dew Drop, Bun Bun, Vários | Também roteirista           | [ 55 ] |
| 2015–18       | Porco Cabra Banana Grilo  | Lila Twinklepipes, Sorority Girl #1, Vários      |                             |        |
| 2016–17       | We Bare Bears             | Vários                                           |                             |        |
| 2017–presente | OK K.O.! Let's Be Heroes  | Enid, Gladys, Ms. Mummy, Foxy, Rippy Roo, Vários |                             | [ 56 ] |
| 2017–18       | Steven Universe           | Rutile                                           |                             | [ 57 ] |
| 2018–presente | Summer Camp Island        | —                                                | Roteirista                  |        |
| 2021          | The Ghost and Molly McGee | Molly McGee                                      |                             | [ 58 ] |

### Live-action
| Ano           | Título                    | Papel                          | Notas                                             | Fonte                |
| ------------- | ------------------------- | ------------------------------ | ------------------------------------------------- | -------------------- |
| 2008–presente | Hey Ash, Whatcha Playin'? | Ash                            | Também criadora, roteirista e produtora executiva | [ 59 ]               |
| 2012          | Must Come Down            | Holly                          |                                                   | [ 60 ]               |
| 2015          | The Mask You Live In      | "ela mesma"                    | Documentário                                      | [ 61 ]               |
| 2016–18       | Critical Role             | Piglet, Dren, Clothesline, Keg | 7 episódios                                       | [ 62 ] [ 63 ] [ 64 ] |
| 2017          | Dimension 404             | Shannon                        | Episódio: "Cinethrax"                             | [ 65 ]               |
| por anunciar  | Mythic Quest              | Rachel                         | Ainda não estreou                                 |                      |

## Prêmios e indicações
| Ano  | Prêmio                       | Categoria                         | Título            | Resultado | Ref    |
| ---- | ---------------------------- | --------------------------------- | ----------------- | --------- | ------ |
| 2015 | Golden Joystick Award        | Performance do ano                | Life Is Strange   | Venceu    | [ 4 ]  |
| 2015 | British Academy Games Awards | Performance                       | Life Is Strange   | Indicado  |        |
| 2016 | Primetime Emmy Awards        | Programa Animado de Curta Duração | Adventure Time    | Indicado  |        |
| 2017 | Primetime Emmy Awards        | Programa Animado de Curta Duração | Adventure Time    | Venceu    | [ 66 ] |
| 2017 | Golden Joystick Award        | Melhor desempenho nos jogos       | Horizon Zero Dawn | Venceu    | [ 67 ] |
| 2017 | Golden Joystick Award        | Desempenho Breakout               | Horizon Zero Dawn | Venceu    | [ 67 ] |
| 2017 | The Game Awards              | Melhor Performance                | Horizon Zero Dawn | Indicado  |        |
| 2018 | PlayStation.Blog             | Melhor Performance                | Horizon Zero Dawn | Venceu    | [ 68 ] |
| 2018 | British Academy Games Awards | Performance                       | Horizon Zero Dawn | Indicado  | [ 69 ] |
| 2019 | The Game Awards              | Melhor performance                | The Outer Worlds  | Indicado  | [ 70 ] |